# 香港W酒店

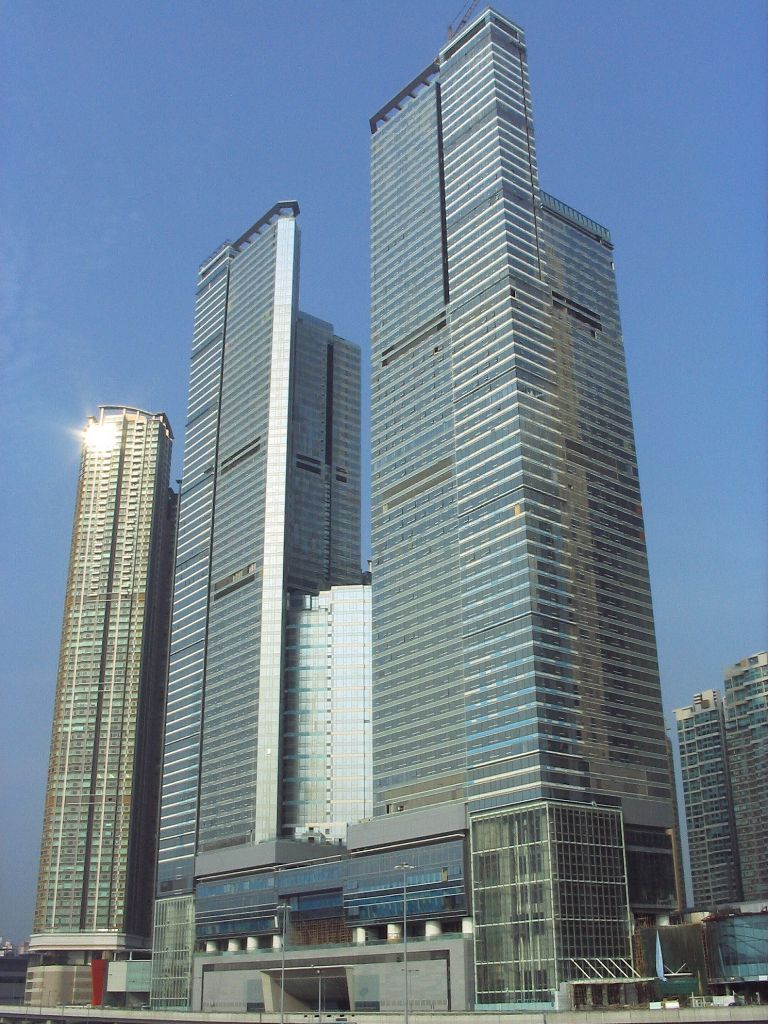
W酒店位於柯士甸道西1號天璽

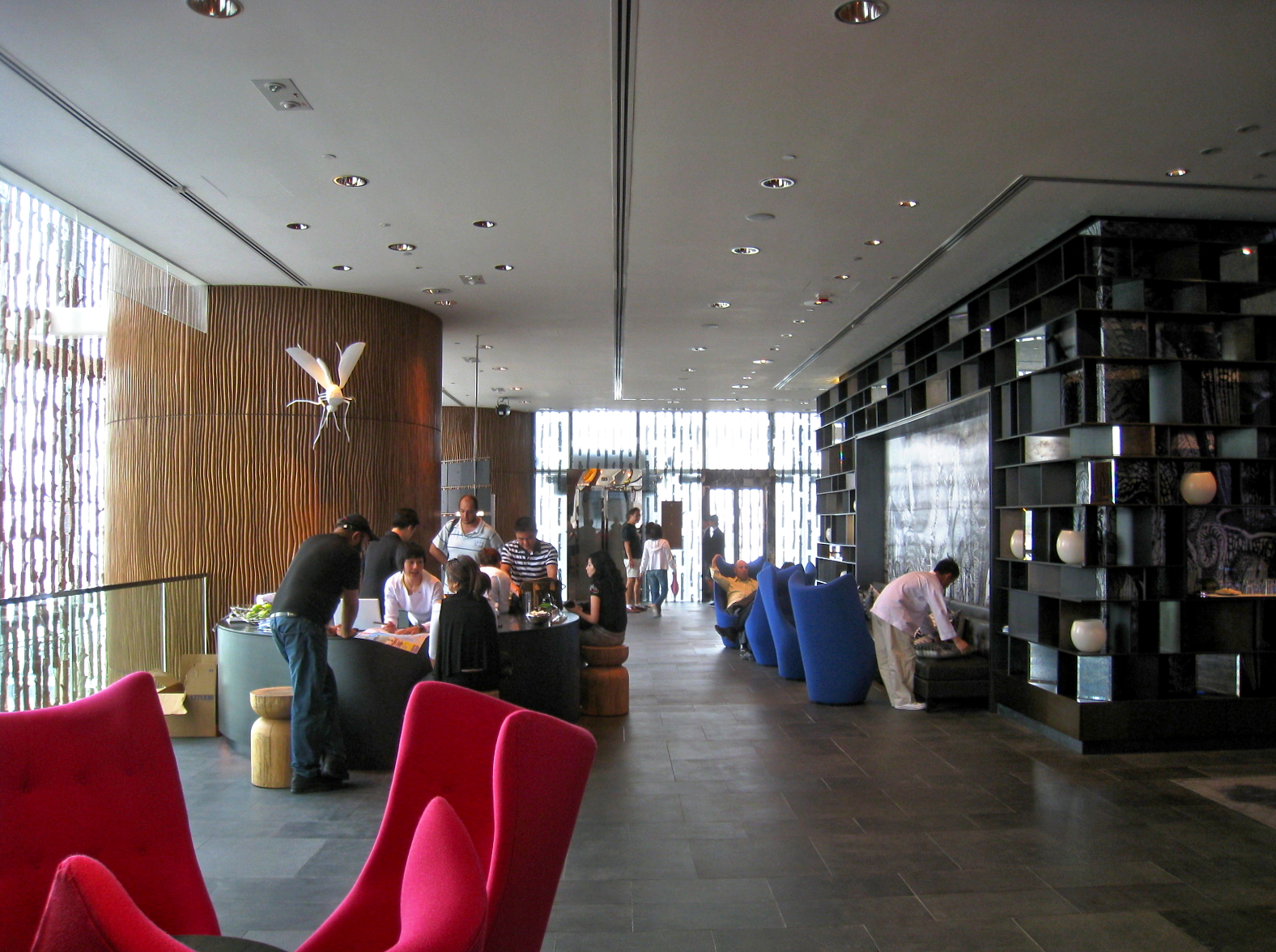
酒店6樓大堂

香港W酒店（英語：W Hong Kong），是一所位於香港九龍油尖旺區的五星級酒店，於2008年1月末試業，於2008年8月8日正式開業。酒店位於西九龍柯士甸道西1號天璽，是新鴻基地產的物業，酒店的建築為一座摩天大樓，合共設有393間客房，部份客房可觀賞海景。香港W酒店總統套房位於38樓高層（E-WOW），佔地2,152方呎。

## 設計
香港W酒店以自然及五行（金、木、水、火、土）作設計概念，並由澳洲室內設計公司g+a（nicholas graham + associates），以及日本的Glamorous包辦設計。香港W酒店與一般酒店最大差別，是每間客房有不同風格各異的主題設計。

## 餐廳酒廊
香港W酒店設有2間特式餐廳,1間酒吧及1間泳池露台。包括位於酒店入口大堂旁的中菜廳、6樓的Kitchen,WOOBAR 酒吧及76樓的WET® 泳池露台。
Kitchen餐廳設有特大餐枱，為單人匹馬前來的食客而設，讓食客用膳之餘，還可跟隔鄰開放式廚房的廚師們，甚至鄰座客人交談。另一邊大廳則面對海景，金色的圓柱外牆布滿假金蛋。Kitchen主要提供國際化的食物及自助餐。而更因對食材的高度自我管理以及品質提升，獲得2019年度無添加協會亞太A.A.美食獎 （页面存档备份，存于）Special Jury。
WOOBAR 酒吧酒吧有極高的樓底及新潮裝修,其室内设计极具创意，气氛欢快活跃，您可随着现场 DJ 倾情演绎的动人旋律轻歌曼舞。 还可步入灯光较昏暗的私人包房内与朋友亲密接触。酒吧主要提供酒精飲品及下午茶。
Sing Yin（星宴）位于一楼的星宴餐厅，由中菜部总厨李秉康师傅主理，供应多款正宗广东菜，包括特色点心、各款传统美味及新鲜海鲜菜式，采用中国南方的传统烹调方法。 该餐厅由国际著名建筑师及室内设计师梁志天先生设计，共设有120个座位。
WET® 泳池露台无论是商务活动、浪漫约会、交朋会友、还是欢笑畅谈，WET® 泳池露台都将是您放松休闲的理想之地。 您可从菜单中任意选择花样繁多的诱人小吃。 泳池露台全天供应美味鸡尾酒，让您在闲暇之中尽享奢华与放纵体验。
FIRE餐廳以紅色為主調，天花和地板皆裝有紅色LED燈效。餐廳入口設有小酒吧，入口通道兩旁則是私人房間及酒櫃。食物方面，主要以燒烤的方法炮製。店內還特設木爐及烤爐。不過餐廳在2010年7月15日正式結業，原址將轉換為中菜廳，取名「星宴」（Sing Yin），於11月29日開業。

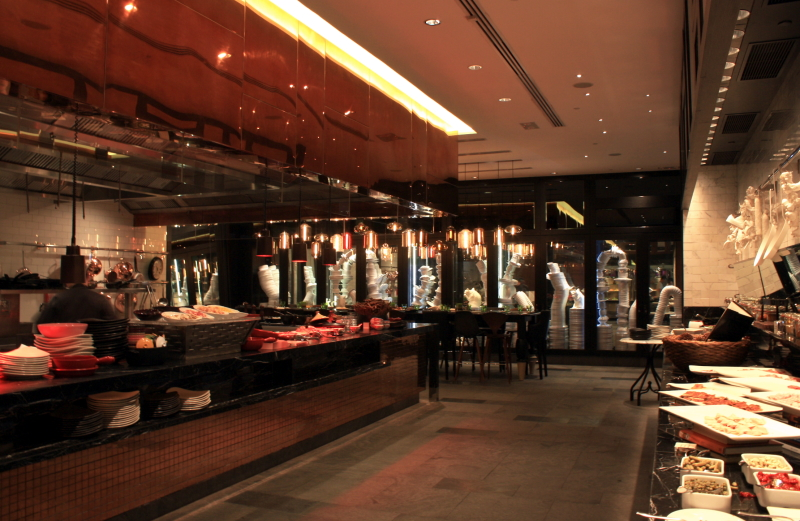
6樓Kitchen餐廳設有開放式廚房
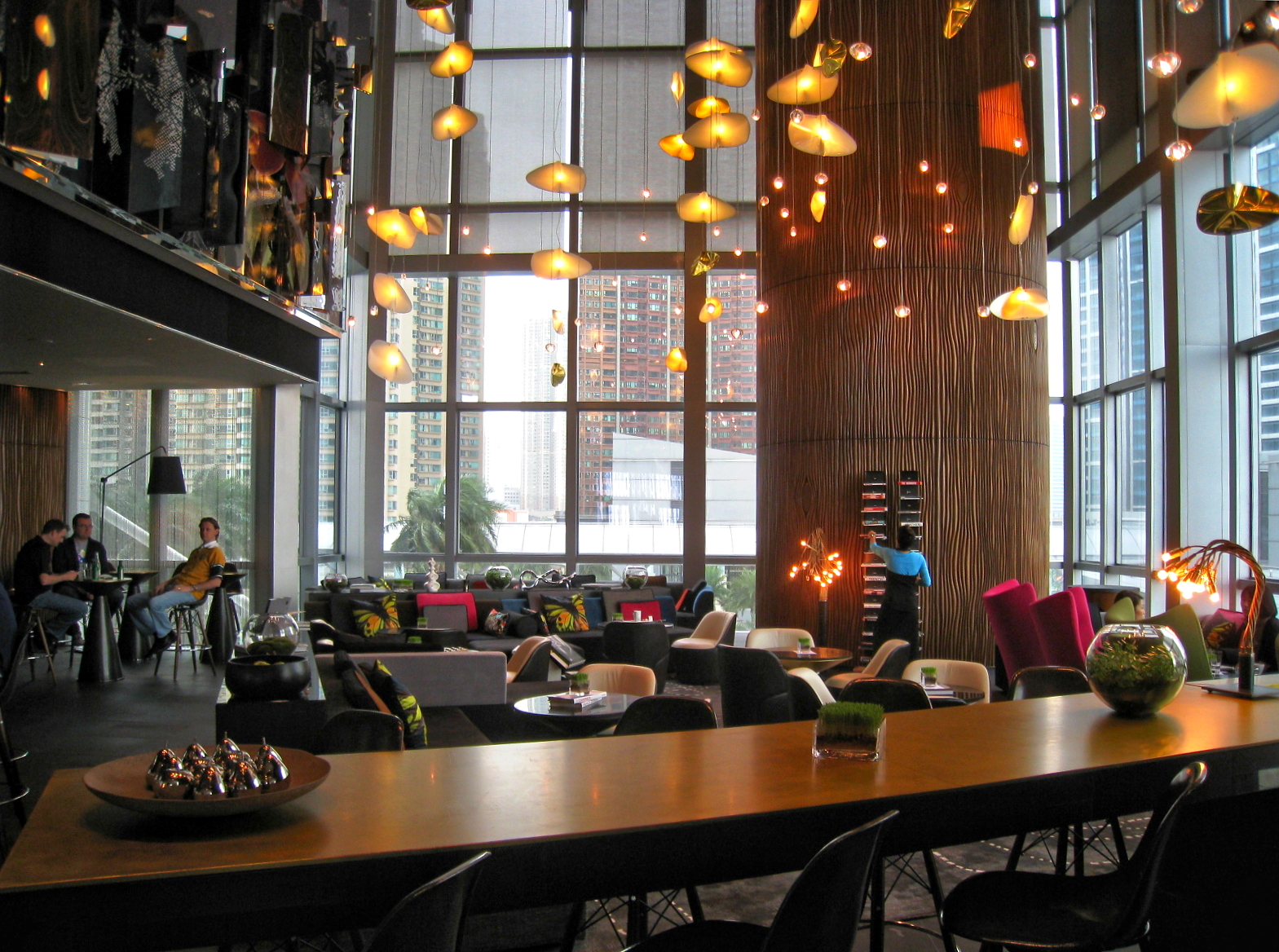
酒店6樓設WOOBAR酒吧
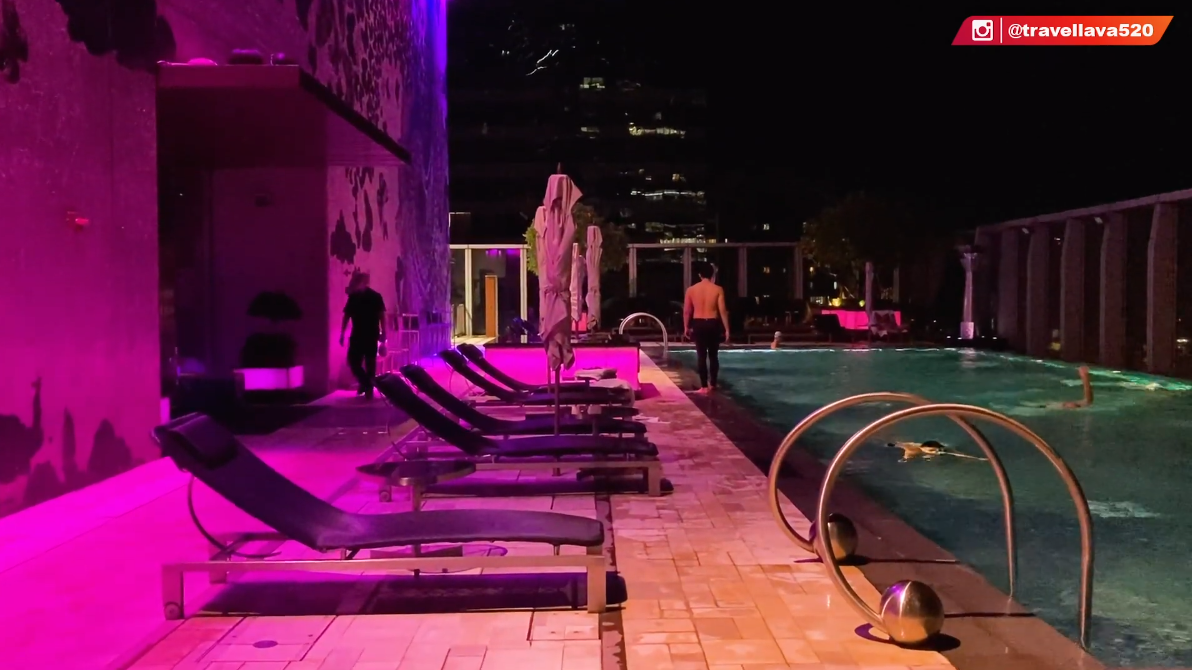
76樓泳池為全港第二高的泳池
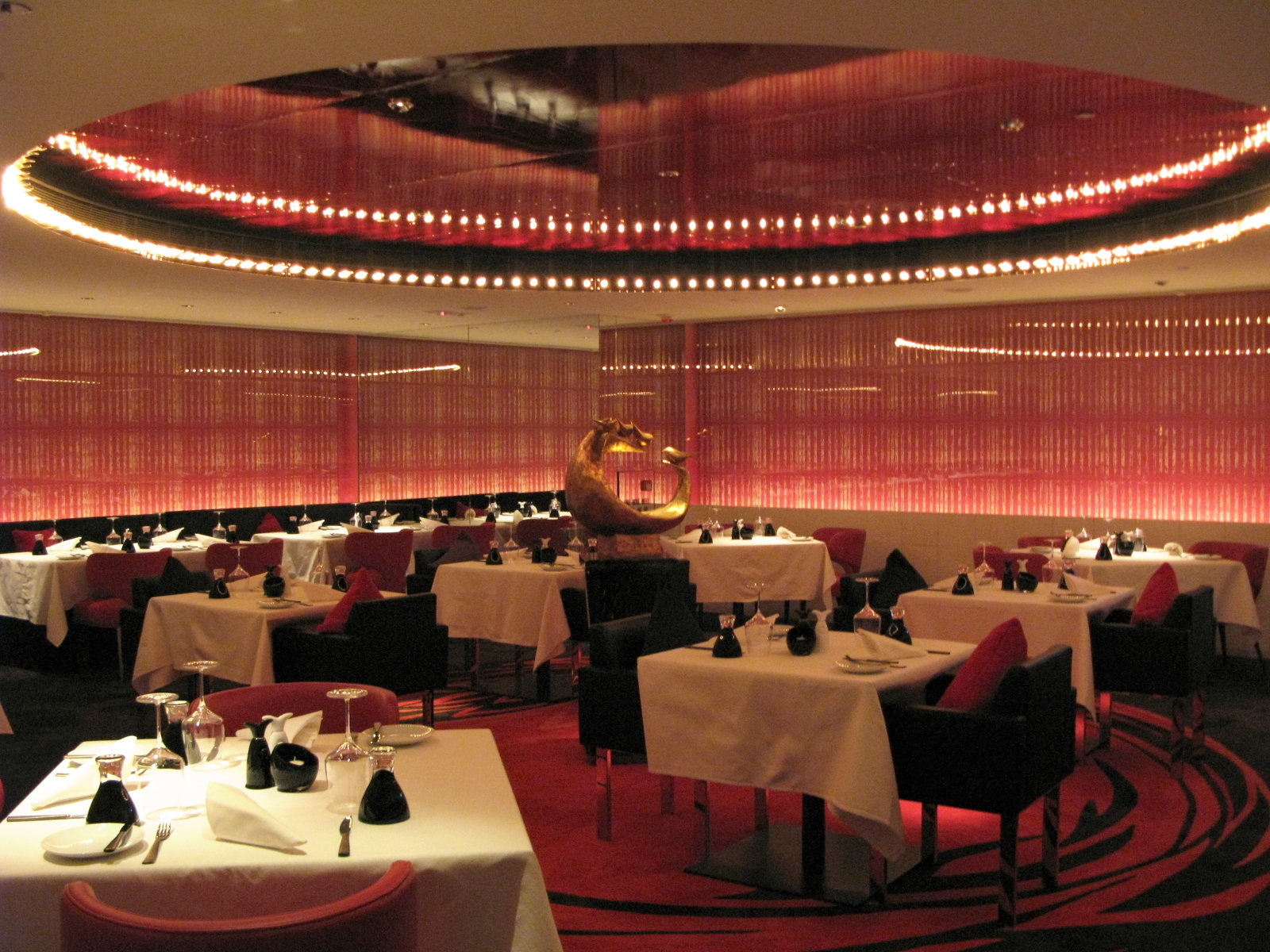
FIRE 餐廳（已結業）

## 外部連結
- 香港W酒店 官方網